# Potez VII
Potez VII (рус. Потез семь) — лёгкий почтовый самолёт французской компании Potez.

## История
Разработка самолёта началась в 1918 году. За основу был взят истребитель S.E.A. IV. Свой первый полёт Potez VII совершил весной 1919. Самолёты этой модели в основном использовали для перевозки почты. Всего было построено 25 таких машин.

## Лётные данные
| Размах крыла, м             | 14    |
| Длина, м                    | 8,5   |
| Высота, м                   | 3     |
| Площадь крыла,м 2           | 44    |
| Масса пустого, кг           | 1050  |
| Взлётная, кг                | 1650  |
| Мощность двигателя, л.с.    | 1×370 |
| Максимальная скорость, км/ч | 170   |
| Крейсерская скорость, км/ч  | 138   |
| Дальность, км               | 700   |
| Экипаж                      | 3     |